# خاویر واله رئسترا
خاویر واله رئسترا (به اسپانیایی: Javier Valle Riestra) (زاده ۵ ژانویه ۱۹۳۲ – درگذشته ۶ ژوئیه ۲۰۲۴) سیاست‌مدار اهل پرو بود. وی از ۴ ژوئن ۱۹۹۸ تا ۲۱ اوت ۱۹۹۸ نخست‌وزیر این کشور بود.
خاویر واله رئسترا در ۶ ژوئیه ۲۰۲۴، در سن ۹۲ سالگی درگذشت.